# William Fechteler
William Morrow Fechteler (São Rafael, 6 de março de 1896 – Bethesda, 4 de julho de 1967) foi um almirante da  Marinha dos Estados Unidos que serviu como Chefe de Operações Navais durante o Governo do presidente Dwight D. Eisenhower.